# シースダーチャン
シースダーチャン（Queen Si Sudachan、ท้าวศรีสุดาจันทร์）は、タイ王国・アユタヤ王朝の王・チャイラーチャー王の妃。一方でクメール人の小姓・ブンシーと密通していた。夫王に対しブンシーを親戚と偽った上でパン・ブットラシーテープとして王側近に引き上げ、夫王を毒殺したのちに軍隊の最高指揮官（クン・ウォーラウォンサー）にまで昇進させた。自らはチャイラーチャー王との実子であったヨートファー王の摂政となっていたが、ブンシーを排除しようとしたヨートファー王をも殺し、シーシン親王を後継の王位に就け、ブンシーを摂政とした。さらにシーシン王を廃位させ、ブンシーを王位に就かせた。この強引なやり方には多くの反発が生じ、ブンシーは即位から40余日後に殺害され、シースダーチャンも殺害された。
アユタヤ王朝の立場から見た「裏切り者」という評価と、好きな男に騙された哀れな女と言う評価がある。2001年のタイ映画『スリヨータイ』では前者の観点で描かれ、「悪女」のイメージが定着してしまった。2005年の米国・タイ合作映画『ソードキング』でも同様の描かれ方がされている。
| スタブアイコン | サブスタブ | この項目は、まだ閲覧者の調べものの参照としては役立たない、人物に関連した書きかけの項目です。この項目を加筆・訂正などしてくださる協力者を求めています（P:人物伝/PJ:人物伝）。 |